# Cum se naște o revistă?
Cum se naște o revistă este o operă literară scrisă de Ion Luca Caragiale. 